# Franco Storelli
Franco Storelli (Gualdo Tadino, 28 dicembre 1918 – Battaglia di Capo Bon, 13 dicembre 1941) è stato un militare e marinaio italiano, decorato di medaglia d'oro al valor militare alla memoria nel corso della seconda guerra mondiale.

## Biografia

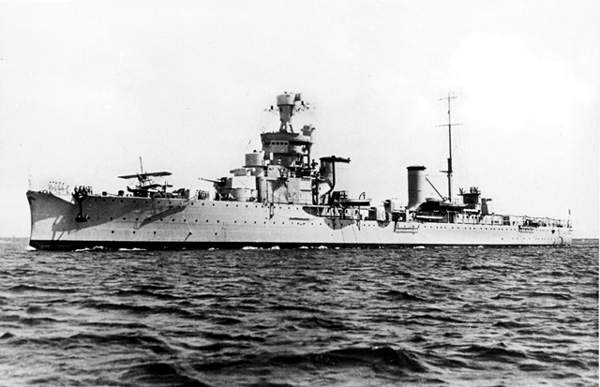
L'incrociatore leggero Alberico da Barbiano in navigazione.

Nacque a Gualdo Tadino (provincia di Perugia) il 28 dicembre 1918.  Dal 1937 frequentò la Regia Accademia Navale di Livorno, conseguendo la nomina ad aspirante sottotenente del Genio Navale il 5 giugno 1940 per imbarcarsi subito a bordo dell'incrociatore leggero Emanuele Filiberto Duca d'Aosta in vista dell'inizio delle operazioni belliche contro Francia e Gran Bretagna. Partecipò alla battaglia di Punta Stilo e poi sbarcò per frequentare la Facoltà di ingegneria all'Università di Genova, presso la quale avrebbe dovuto laurearsi nel 1942. Nel dicembre 1940 ebbe la promozione a sottotenente e nel luglio 1941 quella di tenente.
Il 25 luglio dello stesso anno imbarcò sull'incrociatore leggero Alberico da Barbiano.
Il 12 dicembre 1941 l'incrociatore lasciò il porto insieme alla nave gemella Alberto di Giussano per trasportare rifornimenti urgenti di carburante per aerei, munizioni e viveri  da Palermo a Tripoli. Venne intercettato al largo di Capo Bon dalla 4th Destroyer Flotilla della Royal Navy, ossia quattro cacciatorpediniere nemici (i britannici Sikh, Legion e Maori e l'olandese Hr. Ms. Isaac Sweers); prima di avere il tempo di reagire (solo poche mitragliere poterono aprire il fuoco), la nave, centrata da almeno tre siluri lanciati dal Sikh, dal Legion e dal Maori, e da varie cannonate, s'incendiò all'istante, capovolgendosi, senza lasciare scampo per chi si trovava sottocoperta.
Rimase fino all'ultimo al suo posto di combattimento, nel locale macchine già invaso da intenso vapore e con l'aria ormai resa irrespirabile per i fumi dell'incendio provocato dai colpi ricevuti nello scontro per assicurare il funzionamento dell'apparato motore.
Invitato a porsi in salvo si preoccupò dell'incolumità del personale dipendente e scompariva poco dopo con l'unità che s'inabissava. Fu decretata la concessione della medaglia d'oro al valor militare alla memoria.
Un istituto comprensivo di Gualdo Tadino porta il suo nome.